# Jacques Charron
Pour les articles homonymes, voir Charron.
Ne doit pas être confondu avec Jacques Charon, acteur et metteur en scène français.
Jacques Charron (ou Jacky Charron), né le 29 août 1951 à Épinal, est un footballeur français. Il a évolué au poste de défenseur dans les années 1970.

## Biographie
Il est le joueur ayant joué le plus de matchs avec le Stade athlétique spinalien, avec 464 matchs, dont 150 sous période professionnelle (1974-1979).